# Scott McNeil
Scott McNeil es un actor de voz, cine y televisión canadiense nacido en Australia. Actualmente reside en Vancouver, Columbia Británica, Canadá. Uno de los actores de voz canadienses más conocidos de todos los tiempos, McNeil ha proporcionado voces a muchos personajes en programas animados, entre los que destacan The Wacky World of Tex Avery, ReBoot, Beast Wars, Storm Hawks, Dragon Ball Z, Mobile Suit Gundam Wing, InuYasha, Ranma ½, Fullmetal Alchemist, X-Men: Evolution, The League of Super Evil y Mega Man. También ha realizado trabajos de acción en vivo.

## Primeros años
McNeil nació en Brisbane, Queensland, Australia, pero se mudó a Vancouver, Columbia Británica, Canadá cuando tenía 4 años en 1966.
Apareció por primera vez en el escenario a la edad de tres años.
Supo por primera vez que a la gente se le pagaba por hacer voces diferentes después de un viaje a Disneyland a la edad de 12 años. Fue entonces cuando se enteró de que Paul Frees, la persona que proporcionó la voz que saludó a los visitantes que ingresaban a la Mansión Encantada, era la misma persona que hizo la voz del Pillsbury Doughboy.
Aunque sabía sobre actuación de voz, McNeil se dedicó al teatro. Estudió en Studio 58. Después de irse, trató de encontrar trabajos como actor y trabajó como imitador de Elvis por un corto tiempo. Fue a finales de los ochenta cuando se encontró en su camino hacia el mundo de la actuación de voz. Un director de casting en ese momento le dijo a McNeil que había deseado haberlo conocido una semana antes; estaba eligiendo para los dibujos animados de G.I. Joe.

## Carrera profesional
McNeil afirma que su primer papel fue proporcionar voces en Las nuevas aventuras de He-Man. Su primer papel en el anime fue Proyecto A-Ko, donde proporcionó las voces de tres mujeres.
Después de aparecer en algunas películas y dos episodios de Highlander, hizo voces para Beast Wars, como Waspinator, Dinobot, Rattrap y Silverbolt. Lo ha descrito como el trabajo del que está más orgulloso. En otro programa favorito de los fanáticos, Dragon Ball Z, fue elegido como la voz original de Piccolo y varios otros personajes. Luego proporcionó la voz de Duo Maxwell en Mobile Suit Gundam Wing y el director Kuno en Ranma ½.
Finalmente recibió la llamada que decía que fue elegido como Wolverine en X-Men: Evolution. Continuó desempeñando el papel de Logan / Wolverine durante un total de cuatro temporadas entre 2000 y 2003. McNeil luego fue elegido para otro anime favorito de los fanáticos, InuYasha como Koga. Proporcionó la voz del personaje de Fullmetal Alchemist, Hohenheim de la Luz, Foghorn Leghorn en Baby Looney Tunes, Grumpy Bear en Ositos cariñositos: aventuras en Quiéreme Mucho, Amergan, Gregor y el director del laboratorio en Highlander: The Search for Vengeance, y Cigüeña en Storm Hawks. Todavía aparece en programas de acción en vivo ocasionalmente y estuvo en Scooby-Doo 2: Monsters Unleashed y The Green Chain. En octubre de 2007, estima que ha hecho voces de unos 8.500 personajes.
McNeil aprecia a los fanáticos porque sabe lo que es ver a tu actor de voz favorito hablar como el personaje al que le dan la voz. Dice que se inspira en Paul Frees, Maurice LaMarche y Mel Blanc. Si tuviera la oportunidad de conocer al difunto Mel Blanc, McNeil ha dicho que lo "fanático de todo el mundo".

## Filmografía
- The Commish — Mike Surnac
- Crackerjack — Rex
- Damage — Chip
- The Flash — Julius (Temporada 1, Episodio 12)
- The Green Chain — Ben Holm
- The Guard — Pony
- Highlander — Dennis, Robert McLeod
- Hope Island - Dee-Dee y Barnabus
- I Was a Teenage Faust — Temptor
- Neon Rider — Photographer
- Las Tortugas Ninja: Next Mutation — Simon Bonesteel
- Outer Limits - Astronauta y Dino (voz)
- The Ranch — Douglas
- Sanctuary — Birot
- Scooby-Doo 2: Monsters Unleashed — Evil Masked Figure
- The Sentinel — Lane Cassidy
- Sleeping Dogs — Harry Maxwell
- Sleeping with Strangers — Todd Warren
- Stargate SG-1 — Kefflin, Townsperson
- Strange Frequency — Robbie Laine
- Street Justice — Crackhouse Junkie
- Supernatural — Benny Sutton
- Tasmanian Devils — Whitfield
- 12 Hours to Live — Victor Kirk
- Viper — Judd
- Warriors of Virtue — Yun (voz)